# Кнут Ганссон
Кнут Ганссон (швед. Knut Hansson, нар. 9 травня 1911 — пом. 10 лютого 1990) — шведський футболіст, що грав на позиції нападника.
Виступав, зокрема, за клуб «Ландскруна БоІС», а також національну збірну Швеції.

## Клубна кар'єра
У дорослому футболі дебютував 1932 року виступами за команду клубу «Ландскруна БоІС», в якій провів два сезони. 
Протягом 1934—1935 років захищав кольори команди клубу «Гальмія».
1937 року повернувся до «Ландскруна БоІС», за який відіграв 5 сезонів. Завершив професійну кар'єру футболіста виступами за команду «Ландскруна БоІС» у 1942 році.
Помер 10 лютого 1990 року на 79-му році життя.

## Виступи за збірну
1933 року дебютував в офіційних матчах у складі національної збірної Швеції. Протягом кар'єри у національній команді, яка тривала 6 років, провів у формі головної команди країни лише 7 матчів, забивши 6 голів.
У складі збірної був учасником чемпіонату світу 1938 року у Франції.